# جمعية تاريخ العلوم
جمعية تاريخ العلوم (HSS)، التي تأسست عام 1924، هي الجمعية المهنية الرئيسية للدراسات الأكاديمية لتاريخ العلوم. تضم الجمعية أكثر من 3000 عضو حول العالم. تنشر المجلة الفصلية Isis والمجلة السنوية Osiris، وترعى مؤشر IsisCB لتاريخ العلوم، وتعقد مؤتمرًا سنويًا. اعتبارًا من يناير 2024، أصبحت إيفلين إم. هاموندز الرئيسة الحالية للجمعية.